# 胡錦濤中国共産党大会途中退席事件
胡錦濤中国共産党大会途中退席事件（こきんとうちゅうごくきょうさんとうたいかいとちゅうたいせきじけん）は、2022年10月22日に閉会した中国共産党第二十回全国代表大会の閉会式で習近平党総書記の隣に座っていた胡錦濤前共産党総書記が何らかの理由によって途中退席を求められ、スタッフにより会場外に連れ出された事件である。
これについて国営新華社通信の英語版ツイッターは胡が退席した理由について「体調不良」（not feeling well）だったと説明した。

## 論争
先述したように公式には胡の退席は「体調不良」によるものとされたが、事件当時世界中からメディアが会場に押し寄せていたため、事件はたちまち国際的な報道の焦点となった。ニューヨーク・タイムズは、中国の政治における他の多くの事柄と同様に、真実は決して明らかにされないかもしれないと主張している。
なお、党大会退席後の胡錦濤は12月に習近平ら現役幹部とともに、江沢民の遺体が安置された病院を追悼に訪れている。

### 人事問題説
朝日新聞のジャーナリストである峯村健司は、この問題に関する一連の記事を夕刊フジに掲載した。11月4日の記事では匿名の米国政府高官の言葉を引用し、胡錦濤は中国共産党第20回全国代表大会の閉会日の朝に、政治局員の数が25人から24人に減員され、共産主義青年団出身の胡春華が政治局員から外されたことを知らされたとしている。
しかし、政治局員が選出されるのは党大会閉会日ではなく、党大会終了後翌日に開かれる第一回全体会議（一中全会）でのことである。また、党大会閉会日に選出されるのは中央委員だが、党大会主席団の代表である胡錦濤は事前に中央委員の候補者リストを提示する立場である。党大会主席団は事前に予備会議を何度も重ねて党大会に諮る内容を詰めており、胡錦濤は主席団代表として党大会の円滑な進行に責任を負うと共に新指導部名簿も熟読できる立場にあり、当日の中央委員及び規律検査委員の選出投票もつつがなく終えていることから、そもそも「人事問題」は存在しないとする反論が後述の遠藤誉によってなされている。

### 健康問題説
中国問題グローバル研究所の所長である遠藤誉は、胡錦濤の退席は認知症とパーキンソン病の症状が原因であると論じている。遠藤によると、胡錦濤は退任後認知症とパーキンソン病を発症し、紙を指で挟むなどの動作ができないため、常にボディーガードが付き添って介助しているという。今回の党大会に関しても家族は出席を止めようとしたが、胡錦濤本人が強硬に出席を主張して譲らなかったため、会場にボディーガードを控えさせていた。「胡錦濤が書類の入ったファイルを見ようとして取り上げられた」と報じられた場面は、実際には栗戦書が書類を持てない胡錦濤に代わってボディーガードにファイルを渡そうとしただけであり、その後の退席も胡錦濤が症状に起因する「危ない行動」を取りそうになったので、「主席団代表が失態を演じれば胡錦濤本人はおろか党の沽券に関わる」事態になることから、家族とボディーガードが連絡を取り合ったうえでの行動であったとしている。